# Черевківське
Черевкі́вське — село в Україні, у Бойківській громаді Кальміуського району Донецької області. Населення становить 77 осіб.

## Загальні відомості
Відстань до райцентру становить близько 14 км і проходить переважно автошляхом Т 0519. Понад селом тече Балка Бирючина.
Перебуває на території, яка тимчасово окупована російськими терористичними військами.

## Населення
За даними перепису 2001 року населення села становило 77 осіб, із них 85,71 % зазначили рідною мову українську та 14,29 % — російську.